# Parihuzovce
Parihuzovce (ПAPИЗІВЦІ en cyrillique) est un village de Slovaquie situé dans la région de Prešov.

## Histoire
Première mention écrite du village en 1567.

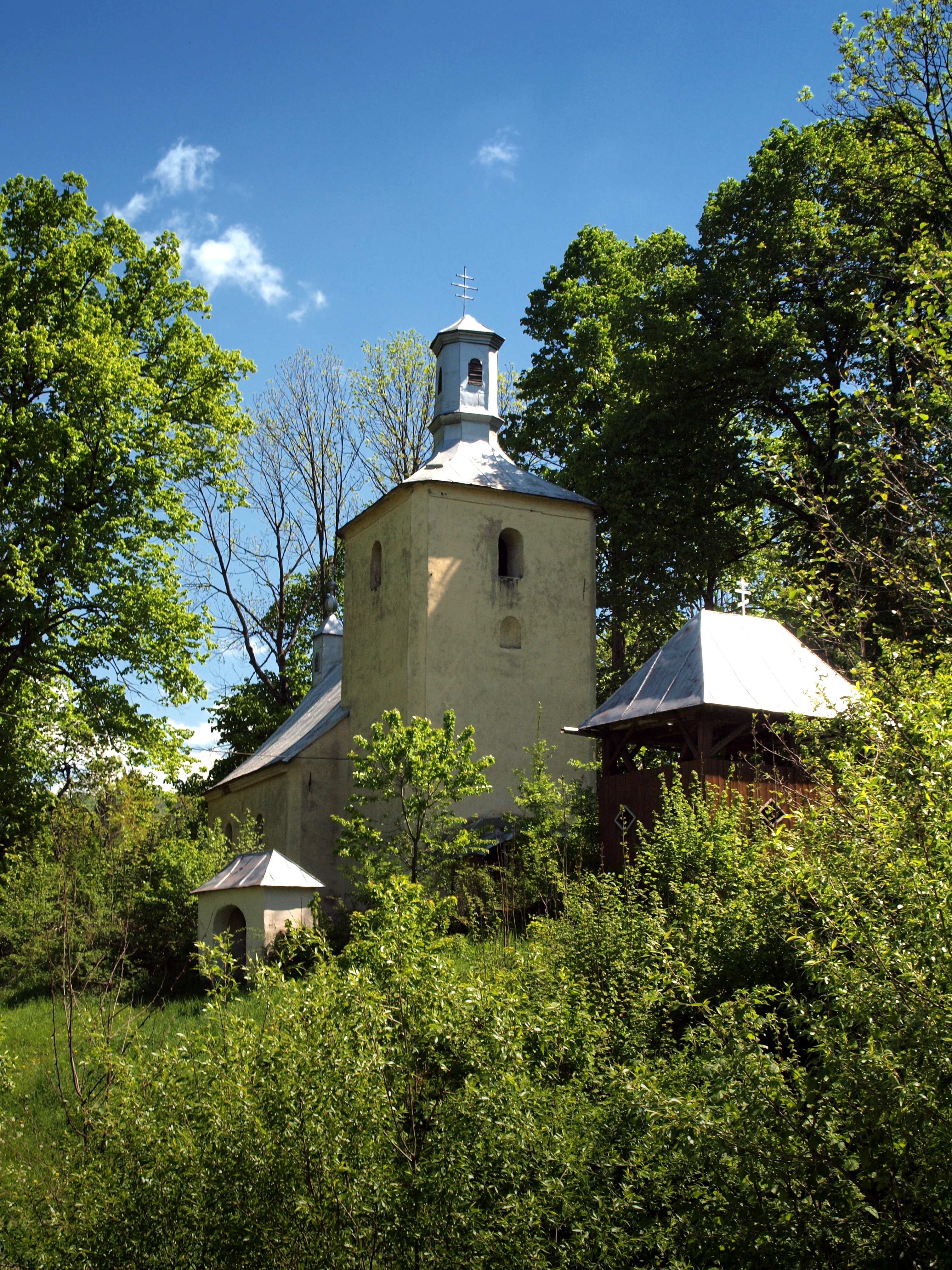
L'église orthodoxe
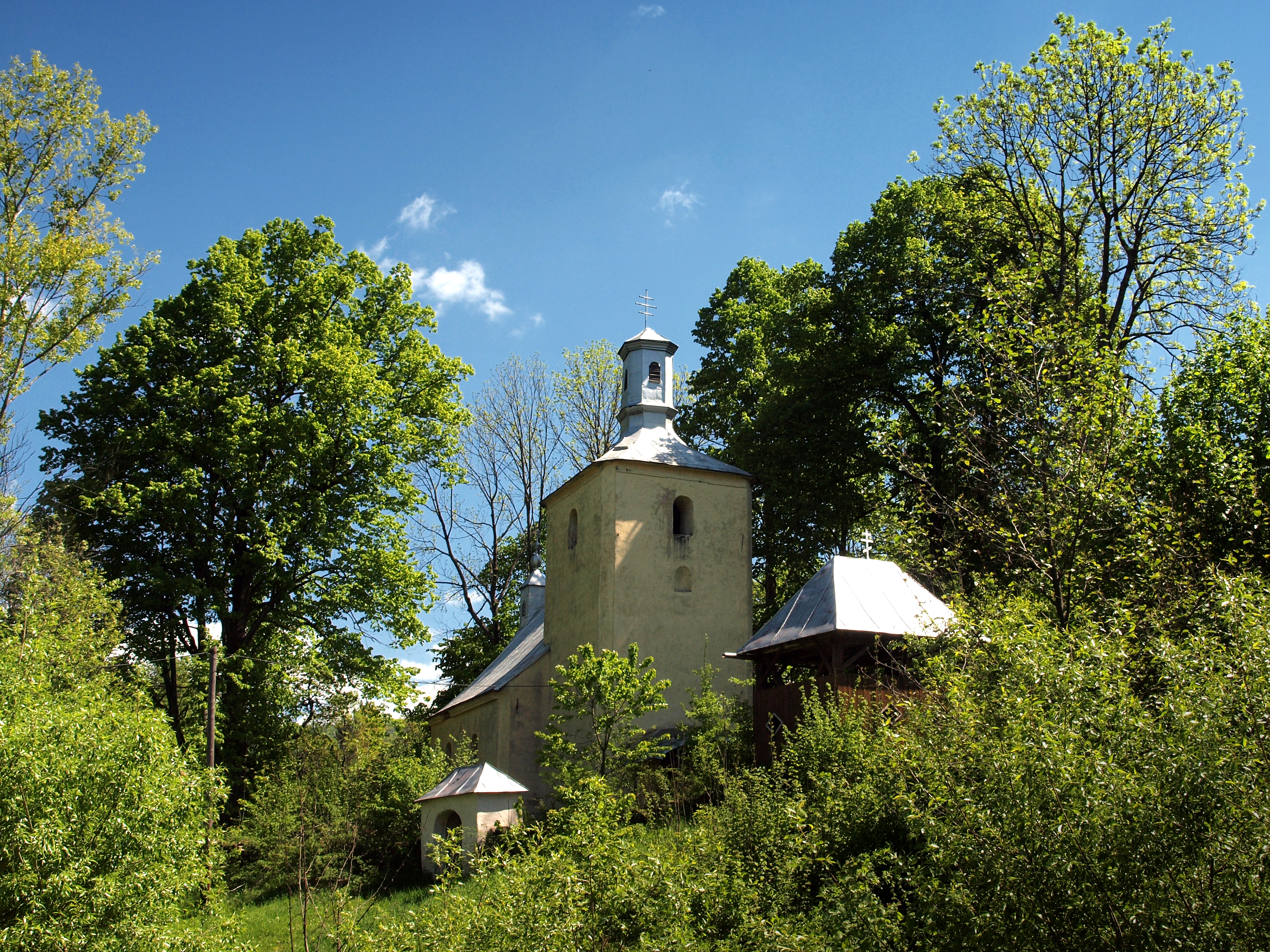
Autre vue de l'église

## Démographie

### Évolution de la population
| Année:               | 1994. | 2004.    | 2014. | 2024. |
| -------------------- | ----- | -------- | ----- | ----- |
| Nombre de personnes: | 41    | 25       | 30    | 27    |
| Différence:          |       | -39,02 % | +20 % | -10 % |

| Année:               | 2023. | 2024. |
| -------------------- | ----- | ----- |
| Nombre de personnes: | 27    | 27    |
| Différence:          |       | +0 %  |